# 개념 모형
개념적 모형(槪念的模型, 영어: conceptual model)은 데이터베이스를 설계하는 과정에서 사용자 요구 사항이 통합된 형태로서, 프로그램 실체들 간의 관계를 나타내는 조직체의 고유 모델이다. 실제적인 사실을 가상하여 개념적인 사고의 틀로 분석하는데 복잡한 경제 사실을 단순화하여 문제점을 해결하려는 사고방식의 틀로 나타내어 공식, 모형, 모델 등의 표현으로 자주 쓰이고 있다.

## 활용 범위
데이터베이스를 설계하는 과정에서 사용자 요구 사항이 통합된 형태로서, 프로그램 실체들 간의 관계를 나타내는 조직체의 고유 모델로 데이터의 흐름을 전반적으로 나타낸다. 정보화의 발전단계에 관한 모형정보화의 발전단계에 관한 가장 대표적인 모형의 예시는 비나이 벤카트라만(Vinay Venkatraman)의 모형을 들 수 있다.
벤카트라만(Venkatraman)은 조직내부적인 차원에서 정보기술을 활용함으로써 조직이 어떠한 단계를 거쳐 진화되어 가는지에 대하여 개념적인 발전단계 모형을 제시해 주고 있다.
- 1단계: 정보화가 확산될 수 있는 기반을 마련하는 것, 내외부 통신망의 도입, PC 및 프린터, 상용소프트웨어의 도입이 주로 이루어지는 단계로서, 정보화예산의 대부분을 설비도입에 편성하며, 정보화조직을 중심으로 정보화가 진행된다.

- 2단계: 정보화 활용단계업무의 효율화와 생산성 향상을 목적으로 하는 전자결재 및 응용업무시스템 개발이 확산되는 단계이다. 이 단계에서는 정보화 활용을 위해 조직원의 정보화교육이 이루어진다. 또한 조직정보화는 조직원 전체가 중심이 되어 이루어진다. 응용시스템의 개발과 운영에 정보화 예산이 집중 투입되며, 통신망이나 하드웨어의 유지보수에 비용이 지출된다. 조직의 정보화전략수립과 조직전체의 요구사항을 수렴할 수 있도록 내외부 전문가로 구성된 정보화 추진조직의 구성 및 각종 정보화추진절차와 지침들이 체계화된다.

- 3단계: 정보화가 조직의 업무와 완전히 통합되어 있는 단계이 단계에서는 조직의 목표를 달성할 수 있는 효과적인 수단으로 정보화를 인식한다. 수립된 정보화전략은 조직의 목표와 일관성이 있고, 이 정보화 전략에 따라 체계적으로 정보화가 수행된다. 정보화를 통한 업무의 개선과 생산성의 향상으로 직원들의 업무전이가 발생하며 사기진작, 고객서비스등의 효과가 가시화된다.

- 4단계: 고도화 단계이 단계는 정보화 지식을 공유할 수 있는 체계를 유지하며, 이를 통하여 조직의 지식경쟁력이 확보된다. 정보화와 조직의 성과를 연계하며, 정보화를 통하여 조직의 역량을 집중할 수 있는 사업을 구상하고 실현하게 된다. 이 단계에서는 정보화 성과관리절차가 마련되고, 정보화투자의 성과에 따라 예산이 편성된다. 성과관리와 관련된 내부감리 및 평가조직이 구성되고, 정기적으로 정보시스템 감리 및 평가가 이루어진다. 이 결과를 토대로 신정보기술의 획득, 정보화조직 및 관리체계의 변화, 절차 및 지침, 관련규정의 개정 등이 이루어질 수 있다. 정보화 감리 및 평가에 대한 자료는 지속적으로 축적되고, 이러한 자료들을 활용하여 정보화사업의 투자효과에 대한 평가가 시행되어 좀 더 효율적으로 정보화가 진행된다.

- 5단계: 정보사회화단계 이 단계에서는 정보화로 인하여 조직문화의 변화를 경험하게 된다. 모빌 아키텍처를 추진하게 되고, 재택근무 등 다양한 근무형태가 합리적으로 도입된다. 이 단계에 있는 조직은 정보화사회를 선도하며 정보화사회의 구성원으로 존재한다.[2][3]

## 같이 보기
- 구조방정식 모델링(SEM)
- 통계학
- 통계적 유의성
- 통계적 가설
- 통계적 추론
- 국제 표준화 기구(ISO)
- 품질
- 공업통계학(영어판)
  - 품질관리(en:Quality control, QC)
- 응용통계학(Applied Statistics)